# Zahrada podle feng-šuej
Zahrada podle feng-šuej je lidmi upravený pozemek s uměle vysázenou vegetací a dekorativními doplňky. Feng-šuej (v doslovném překladu Feng-šuej znamená vítr a voda) je učení, které navazuje na čínské (taoismus) a indické (hinduismus) teologické praktiky. Umění feng-šuej podle dostupných materiálů má spočívat v schopnosti ovládnout tok energie tak, aby z ní měl člověk co největší užitek. Zahrada podle feng-šuej může odpovídat jakémukoliv architektonickému slohu. Zahrada se má podle „feng-šuej“ neustále vyvíjet a žádná konečná podoba neexistuje. Vytvořit ideální zahradu podle „feng-šuej“ nelze, zejména v západním kulturním okruhu ne. Nad všechny návody a pokyny a pravidla Pakua je nejdůlepším pravidlem následující - aby se uživatel v zahradě cítil dobře. Rostliny v zahradě mají především vhodně odpovídat svému použití. Úpravy zahradní architektury v zahradě, jsou prováděny podle náboženských zásad a pravidel sadovnické tvorby.
Zřejmě všechny zdroje doporučují preferovat při tvorbě zahrady ve stylu feng-šuej organické formy a tvary (křivky, nepravidelnosti a ohyby) a nepoužívat nepřirozené tvary (přímky a další rovné linie).
Podle některých zdrojů existují ve feng-šuej zahradě další jinde nezmiňovaná kritéria jako je „srdce“ zahrady, silové body (je třeba je nalézt a správně aktivovat pomocí zvláštních kamenů - polodrahokamů, které lze koupit) a lze si v tomto směru zakoupit služby odborníka. Vzdělaného poradce, konzultanta, obvykle vzdělaného v odborných kursech feng-šuej, který s těmito vážnými problémy při tvorbě feng-šuej zahrady odborně pomůže a přesně podle jeho pokynů ohledně rostlin a kultivarů zahradník nebo zahradní architekt vytvoří architektonický projekt zahrady a konzultant na celou jeho tvorbu za přiměřenou úhradu dohlédne. Také lze do zahrady zakoupit ochranné, štěstí, slávu a bohatství přinášející, sexualitu a další činnosti povzbuzující amulety, sošky a další artefakty pro feng-šuej například africké sochy, všechny objekty jsou obvykle vysoce ceněné.
Zahrada podle feng-šuej má tři základní funkce - být architektonickým celkem, poskytovat užitek a plnit obranné funkce. Střed zahrady určují pravidla sadovnické tvorby podle feng-šuej jako bez stromů a keřů, zcela volný. Shromažďuje se zde „čchi“. V podstatě feng-šuej v současné době aplikovaná v zahradní architektuře je kombinací složitě propracované pověrčivosti a lidové moudrosti, která se vyvíjí z jednoduchých zkušeností s běžnými jevy, bez pokusu o racionální vysvětlení těchto jevů. A v souvislosti s bytovou a zahradní architekturou se silnou příměsí komercionalizace. Někteří kritici přirovnávají feng-šuej k New Age a jejím „energetickým“ polím.

## Výrazné odlišnosti u evropských a čínských obyčejů v zahradě
Ve evropských zahradách jsou často používány před vchodem dvě nádoby se sloupovitými dřevinami nebo takto vysazené sloupovité dřeviny nebo rostliny. Podle čínských obyčejů je takto označován vstup do hrobky a takové uspořádání před vchodem do domu pokládají za málo šťastné nebo vhodné.

## Umístění zahrady
Základem je umístění pozemku. Zahrada nemá být umístěná na kopci, ideální je pozemek chráněný pahorkem s krásným výhledem, který by měl směřovat k jihu. Pozemek by neměl být vystaven větrům, jež s sebou odnášejí „čchi“. Důležité je, aby zahrada nebyla blízko velkých rušných vozovek, které s sebou rovněž strhávají životodárné čchi nebo nějaká cesta nevedla přímo k zahradě. Významné je umístění vody, která vytváří dobré feng-šuej, pokud je před domem, ale špatné za domem nebo pokud voda protéká kolem domu, Ta může být podle učení feng-šuej nebezpečná v době tání nebo prudkých dešťů.

## Taoismus ve feng-šuej zahradě
"Tao" znamená v překladu "cesta univerza" nebo "řád přírody".

### Čchi ve feng-šuej zahradě
„Čchi“ je imaginární tok energie používaný i při tvorbě starověkých čínských zahrad. Přímé linie zabraňují proudění čchi, je v povaze „čchi“, že se pohybuje ve zvlněných liniích. Pokud pohyb „čchi“ něco blokuje, je harmonie narušena. Zahradní architektura v zahradě podle feng-šuej má pomocnými prostředky napomoci tomu, aby čchi mohlo volně proudit. Příliš silné „čchi“ se ovšem může zvrhnout v proud silné negativní energie a mění se na zkázonosné „ša“.
Zkázonosné „Ša“ může také vzniknout z takzvaného ostrého „čchi“, které vzniká působením ostrých hran. Tedy v bodech spojení linií a různoběžek.

### Jin a jang ve feng-šuej zahradě
Podle feng-šuej a taoismu lze objekty podle jejich vlastností a působení rozdělit na jin a jang. Jin a jang jsou dvě navzájem opačné a doplňující se síly, energie které se nacházejí v každé živé i neživé části vesmíru. Zahrada podle feng-šuej má být v harmonii a všechny věci a síly musí být v přirozené rovnováze. Vlastnosti jin a jang lze podle taoismu a feng-šuej přiřadit všem věcem.
Energii jin obsahuje země, skály, vodní nádržky, rostliny, květiny a stromy. Energii Yang zase krb, cihly, dřevo, hřebíky a další pevné konstrukce.
Celý svět je založen na polaritách. Noc a den, žena a muž, země a nebesa, tvrdý a měkký, rychlý a pomalý atp. Jin a Jang však musí být v rovnováze. Pokud ale jang dosáhne svého maxima, převrátí se v polaritu jin. To lze jasně prokázat v tzv. monádě jin a jang, kde v černém poli jin je už připraven zárodek jangu – bílá tečka a naopak v poli jang černá tečka jin. Protiklady spolupůsobí. Cílem harmonické zahrady musí být dosažení rovnováhy mezi jin a jang.

### Pět základních druhů energie ve feng-šuej zahradě
Taoismus kromě toho rozlišuje pět základních druhů energie - dřevo, země, půda, kov, voda, oheň. Tyto energie se dají přiřadit také směrům, ročním obdobím i věcem vytvořeným lidmi. Všechny uvedené energie nejsou konstantní ale jedna přechází v druhou.
V kruhovém schématu, v kterém se za sebou elementy nacházejí, jeden element podporuje ten následující a ten zase ten následující. Ve směru po kruhu tedy voda živí dřevo, dřevo podporuje oheň, oheň přechází v zemi, a země rodí kov. V opačném směru se pak elementy oslabují, napříč kruhem dokonce ovládají jeden druhý. Podle tohoto základního principu, lze kterýkoli prvek buďto zesílit nebo naopak zeslabit tak, aby bylo dosaženo maxima rovnováhy.

### Čtyři pilíře feng-šuej
(Podle tn.nova)
- Energie čchi je všudypřítomná. Kvalita i množství čchi mají přímý vliv na člověka.
- Všechno plyne v čase. I prostor, ve kterém žijeme, se musí času přizpůsobit.
- Vše má své místo a nic se neděje náhodou.
- Na náš život mají zásadní vliv živly.

## Snadné nástroje k tvorbě feng-šuej zahrad
Účelem tvorby zahrady je dosáhnout dialogu mezi kameny a rostlinami.
Prvním vodítkem ve feng-šuej je tvar, ten určuje ke kterému z elementů objekt náleží. Významné jsou především ostré a tupé křivky (jin-jang).

### Intuitivní Feng-šuej
Procítěním polohy jednotlivých mystických "zvířat" se lze přivést do intuitivního feng šuj, které následně umožní samostatně harmonizovat prostor pro zahradu, rozšířeným uvědoměním si svých pocitů toho, co vám může přinášet okolí. Lze též komunikovat přímo se stromy, keři i kameny a stavět různé konstelace jako příklady, co do které oblasti patří.

### Pa-kua ve feng-šuej zahradě
Pa-kua (nebo bagua) je pomocný prostředek, obsahující například i systém Čtyř nebeských zvířat, který v zahradě může pomoci určit vhodné lokality. Pa-kua je původní čínský termín pro tzv. osm trigramů, jež symbolizují různé kvality energie vyskytující se v přírodě. Trigramy (např. Vítr, Hora, Jezero) jsou ve vztahu s jednotlivými oblastmi lidského života (bohatství, moudrost, vztahy atd.) a graficky se znázorňují do osmiúhelníku.
U schématu „pa-kua“ Jde o zcela moderní univerzální systém, osmiúhelníkový obrazec, s jehož pomocí lze identifikovat hlubší příčiny problémů v životě lidí, posouzením mikrokosmu, ve kterém člověk žije - jeho místností, pracovního stolu apod. Jednotlivé předměty, jejich umístění v prostoru a jejich současný stav vypovídají srozumitelnou řečí o kvalitě života lidí, o pravých příčinách jejich problémů či nemocí. Vše, co existuje v tomto světě, všechny předměty, emoce, barvy, duševní vlastnosti, roční období, prostě cokoliv, může být podle tradičního Fu-siho pojetí považováno za součást jedné z oblastí Pa-Kua (jednoho trigramu).
Ve feng-šuej je podle pravidla pa-kua nejpříznivější místo pro posezení v poli rodiny. Posezení pro dva naopak v poli partnerství.
Mistři tradiční feng-šuej nazývají tyto systémy Neo Feng Shui pro jejich jednoduchost, protože neberou v úvahu formy krajiny a časové vliv nebo ročních cyklech. Pa-kua z osmi aspirací je rozdělena do dvou větví: první, která používá kompas a hlavních směry, a druhou, která používá pa-kua pomocí hlavního vchodu. Je zřejmé, že nelze brát v úvahu světové strany, ovšem druhý pohled je ještě jednodušší.

Jedna z map Bagua.

#### Oblasti v diagramu pa-kua
(Popis podle magazínu Dům a zahrada:)
- Kariéra (spokojenost s tím, co člověk vykonává, co je jeho životním povoláním)
- Láska a partnerství
- Rodina (rodinné vztahy) a zdraví
- Bohatství (materiální zajištěni, finance)
- Vitalita a rovnoměrné rozdělení energie
- Pomocníci a cestování
- Děti, přátelé, zábava, inspirace
- Vědění (informovanost, studium)
- Úspěch, sláva, společenské uznání

Feng-šuej již tisíce let pomáhá řešit tyto a nespočet jiných problémů záměrnou změnou nejbližšího okolí. Neboť to, co nás obklopuje, ovlivňuje chod a kvalitu našeho života.

#### Zrcátko pakua
Aby „čchi“ neproudilo kolem zahrady, ale našlo si cestu dovnitř přes vchod, je používáno tzv. „zrcátko pakua“, uvítací pozdrav namalovaný dětmi, obrázek, nádoba s květinami.

#### Čtyři nebeská zvířata
Ve správné feng-šuej zahradě přebývají čtyři nebeská zvířata (jiní odborníci na feng-šuej ovšem pracují i s rozvržením podle pěti zvířat a devíti sektorů ba-gua). Proto zahrada a její úprava musí být rozdělena tak, aby odpovídala těmto imaginárním bytostem.
- Drak (Zelený drak) bydlí na východě a je vyjádřením „jang“. Představuje štěstí a blahobyt, moudrost a stabilitu.
- Tygr (Bílý tygr) bydlí na západě a je vyjádřením „jin“. Představuje přírodní síly a jejich hrozby, nevypočitatelnost a je proto považován za dobrého ochránce domu či zahrady.
- Želva (Černá želva) bydlí na severu a je vyjádřením vody, dlouhověkosti a zimy. Představuje naprosté bezpečí a stabilitu. S želvou nemůžete být napadeni zezadu. Černou želvu v zahradě může představovat třeba zeď.
- Fénix (Červený fénix) bydlí na jihu a je vyjádřením ohně, léta a volného prostoru. Pátrá v krajině po nebezpečí.

Podle tohoto zdroje nedefinuje feng-šuej světové strany pomocí nebeských zvířat objektivně jak je tomu u evropského pohledu, sever- jih - východ - západ, ale jsou vždy dány postavením, stanovištěm člověka, pohledem pozorovatele. Nebeská zvířata totiž člověka stále doprovází.
Podle jiného zdroje je rudý fénix ve „feng-šuej“ zahradě energetický zdroj související s inspirací a touhou uskutečňovat činy a má se nacházet před domem. Lze jej vyjádřit v zahradě řekou, jezerem, otevřeným výhledem nebo ve městě rušnou silnicí. Což ale poněkud koliduje s názorem „feng shu“ na proudění energie a blahodárnost nebo lépe hrozbu představující "ša" těmito prvky podle téhož zdroje informací a narušuje i zásady kde a jak založit zahradu.)
Podle téhož zdroje je ideální černá želva v zahradě „feng-šuej“ ztvárněna jako hora, kopec, zeď, živý plot či jiná budova za domem a rovněž zelený drak může být vytvořen pomocí umělého kopce, vysokého stromu nebo ve městě jej nahradí výšková budova. Naproti tomu podle téhož zdroje bílého tygra zobrazí menší kopec, keř, strom nebo nižší budova vpravo.

## Pozemek
Pro výběr pozemku vhodného pro feng-šuej zahradu je důležité s ohledem k proudění energie "čchi" jeho umístění, tvar a členitost a okolí Pozmeke by například neměl být naplněn hlukem, zápachem, ležet blízko rušné dopravní tepny, na vrcholu kopce, nebo vedle výškových budov.

### Tvar pozemku
Tvar pozemku je nesmírně důležitý. příkladně tvar lichoběžníku je vhodný v případě, že vstup z ulice je na jeho delší hraně. Dobře tvarované hranice pozemku energii "nametou" „čchi“ na pozemek. Opačně, chybně tvarovaný pozemek, podle odborníků na feng-šuej způsobí, že se do budoucna bude štěstí obyvatel jen zmenšovat. Energie má pozemkem jen přiměřeně proudit a k proudění jí pomáhají vrátka zahrady nebo dveře na terasu. Dveře a vrátka ovšem nesmí ležet v přímce, neboť takovou zahradou „čchi“ proudí nesmírnou rychlostí pryč. Obyvatelům nepřináší proto takové umístění žádný užitek a podle „feng-šuej“ je lépe se smířit se stavebními úpravami domu. Vysoce ceny jsou zakulacené tvary pozemku,
Energetická nerovnováha podle feng-šuej vzniká nejen dramaticky velkými rozdíly ve velikosti stran pozemku, ale i různými výčnělky a nerovnostmi v pravidelnosti stran a také třeba díky chybějícím rohům.

### Voda v zahradě podle feng-šuej
Vodní toky a nádrže by měly být před zahradou, nikoliv za zahradou, kde jsou nebezpečné a mohou být nebezpečné v době záplav.Zejména bystřina stékající z výšky za domem je podle feng-šuej zdrojem nepohody. Jestliže v blízkosti domu voda chybí, lze zvýšit "čchi" umělým vodním dílem, jako je svěží potůček nebo bublající vodotrysk.

### Prvky feng-šuej u rostlin
Feng-šuej dělí podle některých vlastností rostliny na jednoduchý systém. Přiřazuje podle daných vybraných vlastností rostliny do skupiny oheň, voda... atd. Přitom některé rostliny mohou patřit do více skupin. Mimo to a zařazení do jin-jang principu, některé zdroje některým rostlinám přiřazují zcela specifické účinky (často čisticí, harmonizační, ochranné).
Rozdělení podle Fengšuej v zahradě:

#### Oheň
Ostré nebo špičaté listy, trny, červené zbarvení.
- Řezan pilolistý (ostnité listy)
- Šípatka střelolistá (střelovité listy)
- Kyprej vrbice (červené květy)

#### Kov
Kulaté tvary, okrouhlé lesklé listy, bílé, šedé, stříbřité zbarvení.
- Čemeřice černá
- Iberka vždyzelená (Iberis sempervirens)

#### Země
Kompaktní, ploché nebo nízké rostliny, Okrouhlé květy, barvy žlutá, oranžová hnědá.
- Pupalka missourská (Oenothera missouriensis)
- Kontryhel měkký (Alchemilla mollis)

#### Voda
Ploše rozložený růst, převislé stonky, zvlněné listy, modré a fialkové barvy.
Pomněnka (Myosotis)
Okřehek
Bambus (Sasa, Rákosovec apod.)

#### Dřevo
Přísný, vzpřímený, sloupovitý růst, úzké trávovité listy, světle modrá, zelená barva.
Ozdobnice čínská (Miscanthus sinensis)
Dochan psárkovitý (Pennisetum alopecuroides)
Slézová růže (Althaea rosea)

## Obyčeje
Často se týkají spokojenosti, rodiny, štěstí a ochrany před neštěstím. Je zřejmé, že štěstí, rodina a spokojenost jsou preferovanými hodnotami v západním kulturním okruhu. Pouze příklady:
- Podkova nad dveřmi je charakteristický evropský obyčej, symbol štěstí. V některých částech Evropy je nezbytně třeba podkovu připevnit ve tvaru „U“ nebo naopak působí neštěstí, jinde může být podkova i obráceně, pokud není v kultuře směr tradicí. Místně rozšířená pověra tvrdí že štěstí vypadne a rozbije se, je-li podkova jinak než ve tvaru "U". Je tedy vhodné v harmonii s okolím zvyk respektovat.
- Čtyřlístek – lze pěstovat v zahradě rostliny které připomínají jetel (šťavel) v němž se nacházejí vícečetné listy které podle pověry přinášejí štěstí.
- Věnec na vstupních dveřích přináší štěstí. Věnec je symbolem úplnosti, rodiny a nekonečnosti, Častější než během celého roku je v ČR jeho umístění na dveře v zimním (Advent, Vánoce) a jarním období (Velikonoce). Tedy v souvislosti s křesťanskými svátky.
- Lípa nebo bříza před domem nebo výjimečně na zahradě, mají význam který se místně liší, často jde o narození, svatbu ale i o národní cítění. Na zahradě bývají obvykle ovšem tradičně pěstovány spíše užitkové dřeviny nebo menší okrasné dřeviny, z kterých není tak nadměrné znečištění při opadu listí.

## Architektonické zásady

### Harmonie
Zahrada není vnímána jako izolovaný celek, ale jako součást okolí. Jako stavební materiály jsou vhodné místní materiály k tomu účelu obvykle používané. Tvary staveb by měly být podle „feng-šuej“ v souladu s tvary staveb v okolí i tvarováním a zbarvením. Tím je vytvořena svéráz určité lokality.
Cílem je procítit a pojmout i do nejmenší zahrady celou krajinu.

### Soulad
Zahrada musí odpovídat stylově a i jinak esteticky domu a být naplněna duchem, který odpovídá osobnosti majitele.

### Přirozenost
Po rovných a přímých liniích se pohybuje energie „čchi“ příliš rychle jako po železnici. Přivádí příliš rychlou a agresivní energii. Naproti tomu vlnitý pohyb po oblých liniích je velmi přirozený a můžeme ho nalézt všude v přírodě přirozeně.

### Nejvážnější hrozby v architektuře
Kromě nevhodných tvarů které způsobují spíše odtékání než hromadění „čchi“ s způsobují že obyvatelé zahrady jsou stále méně šťastni, existují podle Fengšuej v zahradě i vážné hrozby které mohou na štěstí obyvatel působit přímo zhoubně.
- Ostré konce na tebe ukazují - v bodě, kde se stýkají různoběžky hran objektů nebo jejich pomyslně prodloužené linie či ke kterému prodloužením linií zdánlivě směřují vrcholy úhelníků vzniká zhoubné „ša“. To je zřejmě nejvážnější hrozbou v geometrických zahradách ale může být nebezpečné na všech místech kde lze najít a vysledovat jakékoliv linie. Aby bylo možné se pronásledování ostrými vrcholy zbavit je třeba je odclonit nebo změnit místo pobytu.
- Voda za domem způsobuje povodně. Zejména voda stékající z výšky (především vodopády).
- Rovné linie po rovných liniích se snadno pohybují zlí duchové, energie čchi zde silně proudí a vzniká zde zhoubné „ša“.
- Slepá cesta - je vážnou vadou pokud dům nebo zahrada stojí na místě kde končí cesta.
- Místo na kopci - ze zahrady na vrcholu výrazně výše postaveného místa vítr odvane „čchi“ pryč.
- Frekventovaná cesta před domem - dravě strhává energii a je zdrojem zhoubného „ša“ (i frekventovaná pěšina, nebo cyklostezka.)
- Dveře a průchody v jedné linii - způsobují že zahradou (a domem) rychle protéká „čchi“ pryč. Štěstí obyvatel neustále klesá.

## Použité prvky
Pevné konstrukce a objekty jsou podle „feng-šuej“ důležité nejen svým technickým využitím (překážka nebo výhoda) ale i estetickým (vzbuzují ošklivost nebo potěchu oka) a duchovním (mystický význam). Velké kameny před domem jsou pro návštěvníka jsou "kameny které leží v životní cestě" (přestože leží vedle ní). Ke kameni je ale možné dosadit rostlinu která změkčuje jeho vyznění, nebo dřevěnou lavičku pro kolemjdoucí. Vstupní část, včetně vchodu, má být například esteticky ztvárněna tak, aby lákala, a neodpuzovala, nebyla zanedbaná, nezastrašovala anebo nebyla nějak skryta. Objekty které se zde nacházejí nemají být překážkou vstupu (mimo vchodových dveří) jak například odložené nářadí, parkující vozidla nebo uložený stavební materiál.
Při použití všech prvků, tedy i prvků jako jsou ploty je třeba u zahrady podle feng-šuej mít na zřeteli čtyři nebeská zvířata a zvolit výšku respektive velikost staveb a jejich rozmístění. Pro dobré feng-šuej má být na straně tygra plot spíše nízký a na straně draka vyšší. Především je důležitý volný prostor vepředu v prostoru Fénixe.

### Terén
Čchi odtéká po svahu a je třeba odpočívadlo vybudovat pod svahem, nebo je li odpočívadlo na svahu, zahradu terasovat.

### Voda
Vodní prvky by měly být na straně Fénixe nebo Draka. Vodní prvky, zejména potůček, by neměly chybět v žádné ze zahrad podle feng-šuej. Jezírko má naplňovat nejvýše jednu třetinu plochy zahrady, voda nesmí být tmavá a hluboká, Bazény pro plavání jsou vhodné ledvinité nebo kulaté. Tvar ledvinitého oblouku je důležitý pro správné směřování čchi k domu, hrozí vážné nebezpečí odtékání „čchi“ od domu.
Podle jiných zdrojů lze umístit jezírka a vodní prvky kdekoliv a vždy mají jinou symboliku a specifický vliv (jednou podporuje zdraví, jindy kariéru apod.)

### Otvory
Je důležité, aby ve zdech bylo množství otvorů, ty představují okna a umožňují kontakt s vnějším světem. Na kterém místě otvory budou záleží na okolí zahrady a potřebu uchování intimity.
Tvary otvorů mají ve feng-šuej specifický význam. Pravoúhlé představují zemi, zaokrouhlené nebesa.

### Rostliny
Smyslem feng-šuej není ze zahrady udělat expozici exotických rostlin. Podle feng-šuej jsou nejlepší ty rostliny, které se zahrady dostanou přirozenou cestou. V ochranných a okrajových oblastech zahrady je bezpodmínečně nezbytné zapojit místní vegetaci, aby se zahrada zapojila do krajiny. Za obzvláště vhodné d zahrada podle feng-šuej jsou považovány bambusy.
Kromě zahradnických kritérií pro použití (nároky rostliny apod.) je třeba vzít v úvahu působení rostlin ve feng-šuej. Pokud rostlina krní nebo zahyne, přináší místo dobrého „čchi“ do zahrady zlé „ša“.
Podle některých zdrojů je třeba se vyvarovat kaktusů a rostlin které mají ostny. protože vytvářejí agresivní energii. Oproti tomu jiné zdroje s použitím rostlin s ostny běžně pracují.

### Stromy
Podle feng-šuej jsou stromy přímo „chytače energie“ a v jejich okolí mohou vzniknout extrémní místa síly. Stromy představují spojení nebes a země a mají mužské nebo ženské hodnoty, hodnoty jin-jang. K tomu, aby stromu byla dobře přiřazena odpovídající hodnota ve feng-šuej úplně stačí pozorovat tvar koruny. Sloupovitému jalovci (Juniperus communis) odpovídá prvek „dřevo“ a vrbě bílé Salix alba 'Tristis' odpovídá prvek „voda“.
Dubu u nějž je všechno zaoblené (autorka má na mysli zřejmě Quercus robur) odpovídá podle zdroje prvek „jang“ a zubaté listy javoru (autorka má na mysli zřejmě Acer platanoides) odpovídají podle zdroje prvek „jin“. Skupinu stromů je nejlépe vysadit na straně draka.
Feng-šuej nedoporučuje tvarovat stromy do nepřirozených tvarů (topiary, živý plot), nebo je sešněrovávat a škrtit (bonsaje). Má tak být činěno jen tehdy, pokud se to esteticky hodí k domu. Mohutné nebo staré stromy ztělesňují modrost, proto se nemají kácet a ani nikdy seřezávat, ani pokud by to bylo nezbytné kvůli škůdcům nebo chorobám nebo k záchraně stromu.
Stromy na zahradě mají být udržovány tak, aby dosahovaly výšky maximálně dvou třetin domu. Jsou-li vyšší, zabraňují proudění energie.

### Barvy
Podle Fengšuej v zahradě
- Modrá - ženská barva
- Červená - mužská barva
- Žlutá - barva země (stojí mezi jin a jang)
- Zelená - vyrovnávací barva (protože je mezi tmou a světlem - tzn. žlutou a modrou)

### Cesty
Cesta je synonymem života a symbolem tao. Neměla by procházet středem zahrady. Cesty mají probíhat v obloucích nebo se zprohýbaně vinout. Přímka není v Číně obvyklá ve výtvarném umění ani v myšlení a vztazích. Rovně se pohybují jen zlí duchové. Je třeba se vyhýbat cestám, které míří přímo k cíli.

### Schody
Po schodech čchi odtéká. Je třeba dát mu do cesty předměty poutající pohled, na kterých čchi ulpívá - rostliny v květináčích, sošky, ozdobné zábradlí, apod.

### Terasa
Má být upravena vždy s ohledem na činnosti, které jsou zde provozovány. Má být umístěna podle pa-kua v poli rodina (jih), ale pokud se nalézá nějaký zdroj nesouladu, například frekventovaná cesta,je nezbytně nutné podle feng-šuej zvolit jiné místo, v souladu s konkrétními podmínkami.

### Umělé světlo, umělecká díla v zahradě, nádoby na rostliny
Zatraktivňují a zpříjemňují pobyt na zahradě, je třeba je umístit s rozmyslem a vyváženě. Nevhodné osvětlení narušuje podle feng-šuej celkovou pohodu na zahradě.

### Pořádek
Podle některých zdrojů je pořádek základem dobrého feng-šuej na zahradě. Je třeba odstranit všechny nepotřebné předměty ze zahrady. Věci, které jsou poházené v rohu pod plachtou, nebo kusy něčeho, u čeho majitel tvrdí, že se to jistě ještě bude hodit. Pořádek na zahradě přináší podle tohoto zdroje pořádek ve vztazích a vyvážení energie „čchi“.

## Kritika
Matteo Ricci (1552–1610), jeden ze zakladatelů jezuitských misií v Číně, byl jeden z prvních Evropanů, který se zmiňuje o feng-šuej. Zmiňuje o feng-šuej mistry studující potenciální místa staveniště nebo hroby ", …s odkazem na hlavu a ocas a nohy jednotlivých draků, které mají údajně bydlet pod daným místem." Jako katolický misionář, Ricci silně kritizoval "skrytou" vědu geomantie spolu s astrologií jako další "nejšílenější a absurdní úvahy" pohanů: "Co by tak ještě mohlo být absurdnější, než je jejich představa, že bezpečnost rodiny, úspěchy, a celá jejich existence, musí záviset na takových maličkostech, jako zda se otevírají dveře z té či oné strany, či déšť na nádvoří prší zprava nebo zleva, zda se otevře okno tady nebo tam, nebo zda je jedna střecha vyšší než jiná?".
Robert T. Carroll shrnuje to, co se stalo z feng-šuej v některých případech:
„... feng-šuej se stalo jedním z aspektů interiéru v západním světě a údajní mistři feng-šuej se dávají najmout za vysoké částky, aby říkali lidem, jako je Donald Trump, jakým způsobem mají být umístěny jeho dveře a další věci. Feng-šuej se také stalo jiným New Age, podvodem s poli "energie" metafyzických výrobků ... nabízených k prodeji, které vám pomohou zlepšit vaše zdraví, maximalizovat svůj potenciál a zajistit plnění některých filozofií koláčků štěstí.“